# Jurinea tortisquamea
Jurinea tortisquamea là một loài thực vật có hoa trong họ Cúc. Loài này được Iljin mô tả khoa học đầu tiên.